# Salar de Capur
El salar de Capur es un lago de aguas con sedimentos de sales ubicado en la Región de Antofagasta al poniente del salar Aguas Calientes III. Su hoya hidrográfica limita al oeste la del salar de Atacama. A pesar de estar cercana a importantes rutas de comunicación, es un salar muy poco conocido por su difícil acceso, tanto para llegar a él como para rodearlo. Sus características físicas más importantes son:: II-221 
- altura: 3950 m
- superficie de la cuenca: 137 km²
- superficie del salar: 27 km²
- superficie de las lagunas 0,9 km²
- precipitaciones: 150 mm/año
- evaporación potencial: 1500 mm/año
- temperatura media: 1 °C

A pesar de ser de difícil acceso se ha podido observar que es un salar de tipo playa cuyas lagunas superficiales no parecen variar mucho de extensión de con los años.
Su cuenca hidrográfica está incluida en el ítem administrativo 024 "Cuencas endorreicas entre Fronterizas y Salar Atacama" de la dirección General de Aguas, que incluye las de salar de Talar, salar de Aguas Calientes I, II, y III, etc.